# Acantholimon compactum
Acantholimon compactum är en triftväxtart som beskrevs av Jevgenij Korovin. Acantholimon compactum ingår i släktet Acantholimon och familjen triftväxter. Inga underarter finns listade i Catalogue of Life.